# Hanni Toosbuy Kasprzak
Hanni Merete Toosbuy (født 21. juli 1957) er ejer af og bestyrelsesformand i fodtøjskoncernen Ecco, som hun overtog, da hendes far, Karl Toosbuy, døde i 2004. Hun har to børn; dressurrytteren Anna (født 1989) og André (født 1988) som også sidder i bestyrelsen  
Hanni Toosbuy er næstformand i Dressurens Venner og sad tidligere i Sydbanks bestyrelse.
I 2015 var Toosbuy nr. 690 på finansmagasinet Forbes' liste over dollarmilliardærer med en formue på $ 2,7 mia, som den laveste af i alt fem danskere.